# José Antonio Santiso Miramontes
José Antonio Santiso Miramontes, nacido en Mabegondo (Abegondo) el 26 de septiembre de 1960, es un político gallego del PPdeG.

## Trayectoria
Fue alcalde de Abegondo entre los años 1991 y 1992 como independiente por la UMI., entre 1995 y 2004 por el Partido Popular de Galicia (PPdeG), y de nuevo desde el 2009. Fue consejero de Política Agroalimentaria de la Junta de Galicia desde el 2004 hasta el 2005, y más tarde parlamentario del Parlamento de Galicia. También fue miembro de la Comisión de Medio Ambiente de la Federación Española de Municipios y Provincias (FEMP).
Santiso ocupó el cargo de consejero sucediendo a Juan Miguel Diz Guedes. Posteriormente, a partir del 2005 hasta su reincorporación a la alcaldía, ocupó un escaño en el Parlamento de Galicia.
Santiso accedió a la alcaldía de Abegondo en 1991, como único concejal del UMI, y con el apoyo de PP, CNG y CDS. Al cabo de un año sufrió una moción de censura pasando a ser alcalde Tomás Regueiro Cacheiro, del CDS. En 1995 recuperó la alcaldía de Abegondo tras presentar una moción de censura ya integrado en el PP, y a cuatro meses de acabar la legislatura.
Santiso siguió como alcalde de Abegondo entre 1995 y 2004, con tres mayorías absolutas con más del 70% de los votos, lo que lo convirtió en el regidor más votado de España en municipios de más de 5.000 habitantes. Cuando Santiso abandonó la alcaldía fue sucedido por Juan José Rocha, también del PPdeG. Santiso accedió por tercera vez a la alcaldía al prosperar la moción de censura presentada por su grupo y apoyada por el único concejal socialista. Tanto los concejales del PPdeG como el socialista se habían dado de baja con anterioridad de sus respectivos partidos. La moción recibió 7 votos a favor y 6 en contra del BNG y de la Agrupación Progresista de Abegondo (APdeA), fundada por el anterior alcalde, Juan José Rocha, tras abandonar el PPdeG.
En las elecciones municipales de 2011 y 2015 Santiso gana la alcaldía con el PP por mayoría absoluta.
En julio del 2011, José Antonio Santiso fue elegido presidente del Consorcio As Marinas por los representantes de los nueve ayuntamientos que lo conforman, tomando el relieve del anterior presidente Julio Sacristán. En 2015 fue reelegido para este cargo.